# أكيمي تاكادا
أكيمي تاكادا (باليابانية: 高田明美 ) (و. 1955  م) هي رسامة توضيحية، ورسامة رسوم متحركة، ومانغاكا يابانية، ولدت في طوكيو.

## التعليم
تعلمت في جامعة تاما للفنون ‏.

## وصلات خارجية
- أكيمي تاكادا على موقع IMDb (الإنجليزية)
- أكيمي تاكادا على موقع ميوزك برينز (الإنجليزية)
- أكيمي تاكادا على موقع ديسكوغز (الإنجليزية)
- أكيمي تاكادا على موقع قاعدة بيانات الفيلم (الإنجليزية)
- أكيمي تاكادا على موقع ANN person (الإنجليزية)

- أكيمي تاكادا في قاعدة بيانات الأفلام على الإنترنت